# Helmuth Stoecker
Helmuth Stoecker (* 22. November 1920 in Berlin; † 5. September 1994) war ein deutscher marxistischer Historiker und Afrikawissenschaftler. Er war Professor für neue Geschichte an der Humboldt-Universität zu Berlin und befasste sich schwerpunktmäßig mit der Geschichte der deutschen Kolonien in Afrika.

## Leben
Stoecker war Sohn des kommunistischen Politikers und Journalisten Walter Stoecker, der 1939 im KZ Buchenwald starb. Helmuth Stoecker lebte ab 1933 im englischen Exil und studierte an der Universität Bristol Geschichte, Philosophie und Wirtschaftswissenschaften. 1939 war er Mitbegründer der FDJ in Großbritannien. 1940 wurde er als „feindlicher Ausländer“ interniert. 1947 kehrte er nach Deutschland zurück und setzte seine Studien in Leipzig, unter anderem bei Walter Markov, und in Berlin fort. 1950 bis 1952 arbeitete er beim Allgemeinen Deutschen Nachrichtendienst und 1952/53 als wissenschaftlicher Mitarbeiter am Museum für Deutsche Geschichte (unter Alfred Meusel).
Seit 1953 war er, zunächst als wissenschaftlicher Aspirant, an der Humboldt-Universität zu Berlin tätig. 1956 promovierte er über die kolonialen Beziehungen zwischen Deutschland und China im 19. Jahrhundert. Ein Jahr später wurde er als Dozent an die Humboldt-Universität berufen. Mit einer biographischen Studie über die politischen Anfänge seines Vaters Walter Stoecker habilitierte er sich 1963. Im Jahr darauf wurde er zum Professor mit Lehrauftrag ernannt, 1969 erhielt er an der Humboldt-Universität eine ordentliche Professur für allgemeine Geschichte der Neuzeit. Von der Sektion Geschichte wechselte Stoecker 1972 in den Bereich Afrikanistik, der der Sektion Asienwissenschaften angeschlossen war. Von 1974 bis 1983 leitete er den Bereich Afrikanistik der Humboldt-Universität. 1986 wurde er emeritiert.
Stoecker galt als einer der profiliertesten Vertreter der marxistischen Geschichtsschreibung über Afrika. Die Ende der 1950er Jahre von der Sowjetunion zurückgegebenen Archivbestände wurden zuerst in der DDR aufgearbeitet. Die »kolonialkritische Kolonialismusforschung« in Deutschland begann mit Helmuth Stoecker, was Walter Markov einräumte. Als Standardwerke gelten bis heute Stoeckers Sammelband »Drang nach Afrika. Die koloniale Expansionspolitik und Herrschaft des deutschen Imperialismus in Afrika von den Anfängen bis zum Ende des Zweiten Weltkrieges«, das Werk von Peter Sebald über »Togo 1884–1914. Eine Geschichte der deutschen ›Musterkolonie‹ auf der Grundlage amtlicher Quellen« (1988) und Horst Drechsler »Südwestafrika unter deutscher Kolonialherrschaft« (1966). Er nannte als erster Historiker den Kolonialkrieg in Deutsch-Südwestafrika einen Völkermord.

## Schriften (Auswahl)
- Deutschland und China im 19. Jahrhundert. Das Eindringen des deutschen Kapitalismus (= Schriftenreihe des Instituts für Allgemeine Geschichte an der Humboldt-Universität Berlin. Bd. 2, ISSN 2363-524X). Rütten & Loening, Berlin 1958 (zugleich erweiterte phil. Dissertation, Humboldt-Universität Berlin; in chinesischer Sprache und Schrift: 十九世紀的德国与中国. 生活  讀書  新知三联书店, 北京 1963).
- (Hrsg.): Kamerun unter deutscher Kolonialherrschaft (= Schriftenreihe des Instituts für Allgemeine Geschichte an der Humboldt-Universität Berlin. Bd. 5 und 12). 2 Bde. Rütten & Loening u. a., Berlin 1960–1968.
- Walter Stoecker. Die Frühzeit eines deutschen Arbeiterführers. 1891–1920. Dietz, Berlin 1970.
- (Hrsg.): Drang nach Afrika. Die koloniale Expansionspolitik und Herrschaft des deutschen Imperialismus in Afrika von den Anfängen bis zum Ende des 2. Weltkrieges. Akademie-Verlag, Berlin 1977 (In russischer Sprache: История германского колониализма в Африке. Наука, Москва 1983; in englischer Sprache: German imperialism in Africa. From the beginnings until the Second World War. Hurst u. a., London u. a. 1986, ISBN 0-905838-95-5; 2., überarbeitete Auflage als: Drang nach Afrika. Die deutsche koloniale Expansionspolitik und Herrschaft in Afrika von den Anfängen bis zum Verlust der Kolonien. ebenda 1991, ISBN 3-05-000825-3).
- Socialism with Deficits. An academic life in the German Democratic Republic (= Anpassung, Selbstbehauptung, Widerstand. Bd. 14). Lit, Münster u. a. 2000, ISBN 3-8258-3990-7.